# Jason Stuart
Stuart Ted Greif (nascido Stuart Ted Greif, 13 de janeiro de 1966) é um ator e comediante estadunidense. Nascido no Bronx na cidade de Nova York Stuart foi criado em Los Angeles na Califórnia . Ele é gay, e presidente do Screen Actors Guild Nacional LGBT Actors Committee.

## Filmografia

### Televisão
- The Secret Life of the American Teenager
- Entourage
- The Pink House (2010 pilot)
- Warren the Ape
- The Closer
- It's Always Sunny in Philadelphia
- Everybody Hates Chris
- George Lopez
- D.L. Chronicles
- Friends & Lovers: Ski Trip 2
- Role Of A Lifetime
- Gia
- Doin' It Right
- NYPD Mounted
- Can You Feel Me Dancing
- Roses Are For The Rich
- One Up, Four Down
- Everybody Hates Chris
- Mind of Mencia
- George Lopez
- D.L. Chronicles
- Fat Actress
- House MD
- Strong Medicine
- My Wife & Kids
- Three Sisters
- Me & My Needs
- Will & Grace
- Providence
- The Huntress
- Sausage Factory
- Charmed
- Drew Carey Show
- Murder One
- L.A. Firefighter
- SeaQuest DSV
- John Larroquette Show
- Murder, She Wrote
- This Just In!
- Sunset Beat
- Robert Guillaume Show
- Superior Court
- B-Men
- Television Parts
- Out Of Control
- L.A.T.E.R.

### Cinema
- Good Bye World
- Posey
- The Guest House
- BearCity 2: The Proposal
- K-11
- Home Invasion
- Finding Mr. Wright
- Walk A Mile In My Pradas
- The Stand In
- The Truth About Layla
- The Pit and the Pendulum
- Family Of Four
- Drop Dead Gorgeous
- Twisted Faith
- American Primitive
- Seducing Spirits
- A Dog's Life
- Ping Pong Playa
- San Saba
- Monkey Man
- Puff, Puff, Pass
- Coffee Date
- A Day Without Mexican
- Ghosts Never Sleep
- Dawg
- 10 Attitudes
- Lost & Found
- Get Your Stuff
- Southern Man
- Flamingo Dreams
- Vegas Vacation
- Gay TV: The Movie
- A Sailors Tattoo
- Kindergarten Cop
- Eternity
- Cross My Heart
- Emanon
- Lost Empire